# Cupidopsis ochreopuncta
Cupidopsis ochreopuncta är en fjärilsart som beskrevs av Aurivillius 1925. Cupidopsis ochreopuncta ingår i släktet Cupidopsis och familjen juvelvingar. Inga underarter finns listade i Catalogue of Life.